# Tessa Wullaert
Tessa Wullaert (Tielt, Bélgica; 19 de marzo de 1993) es una futbolista belga. Juega como delantera en el Inter de Milán de la Série A de Italia. Es internacional con la Selección de Bélgica, de la cual es capitana y máxima goleadora histórica.

## Clubes
| Club             | País       | Año         |
| ---------------- | ---------- | ----------- |
| SV Zulte Waregem | Bélgica    | 2008 - 2012 |
| RSC Anderlecht   | Bélgica    | 2012 - 2013 |
| Standard Lieja   | Bélgica    | 2013 - 2015 |
| VfL Wolfsburgo   | Alemania   | 2015 - 2018 |
| Manchester City  | Inglaterra | 2018 - 2020 |
| RSC Anderlecht   | Bélgica    | 2020 - act  |

## Títulos

### Campeonatos nacionales
| Título                | Club            | País       | Temporada |
| --------------------- | --------------- | ---------- | --------- |
| Copa de Bélgica       | RSC Anderlecht  | Bélgica    | 2013      |
| Copa de Bélgica       | Standard Lieja  | Bélgica    | 2014      |
| Liga BeNe             | Standard Lieja  | Bélgica    | 2015      |
| Copa de Alemania      | VfL Wolfsburgo  | Alemania   | 2016      |
| Copa de Alemania      | VfL Wolfsburgo  | Alemania   | 2017      |
| Bundesliga            | VfL Wolfsburgo  | Alemania   | 2017      |
| FA Women's League Cup | Manchester City | Inglaterra | 2019      |
| Women's FA Cup        | Manchester City | Inglaterra | 2019      |

## Distinciones individuales
| Distinción             | Evento        | Año     |
| ---------------------- | ------------- | ------- |
| Goleadora del torneo   | Liga BeNe     | 2014-15 |
| Jugadora belga del año | Zapato de Oro | 2016    |
| Jugadora belga del año | Zapato de Oro | 2018    |
| Jugadora belga del año | Zapato de Oro | 2019    |